# Данилевський Олександр Якович
Данилевський Олександр Якович (10 грудня 1838, Харків — 8 червня 1923, Петроград) — український біохімік, фізіолог і фармаколог, основоположник біохімії як науки, член-кореспондент Петербурзької АН, професор і завідувач кафедри медичної хімії та фізики, нормальної фізіології і фармакології в Харківському університеті, професор Казанського університету та ректор Військово-медичної академії міста Санкт-Петербург. Брат українського фізіолога Василя Яковича Данилевського.
Олександр народився 10 грудня 1838 року в Харкові, у родині годинникаря Якова й Олени Данилевських. Пізніше в пари народиться ще один син — Василь, якій увійде в історію, як засновник і директор органотерапевтичного інституту (нині Інститут проблем ендокринної патології імені В. Я. Данилевського НАМН України), академік АН Української РСР, заслужений діяч науки та заслужений професор УРСР.
Навчався за власний кошт у Харківському університеті та за кордоном. 1863 року у Харківському університеті захистив докторську дисертацію «Про специфічно впливаючі тіла натурального та штучного соків підшлункової залози». З 1863 року професор Казанського університету, завідував кафедрою медичної хімії і фізики, нормальної фізіології, фармакології. О. Данилевський поруч з педагогічною діяльністю займався науковими розвідками. Основні праці присвячено ферментам, хімії білків і питанням харчування. В 1886 році обраний професором медичної хімії в Харкові, завідувач кафедри медичної хімії та фізики, нормальної фізіології і фармакології в Харківському університеті. Ще у 1886 році експериментально дослідив можливість синтезу білковоподібних речовин із пептинів за участю ферментів, довів наявність у клітинах агентів, стимулюючих дію ферментів, а згодом (у 1901) й навів докази вмісту в тканинах так званих антиферментів — антипепсину і антитрепсину. Вивчав білки м'язової та мозкової тканин, на підставі досліджень запропонував оригінальну теорію будови білкової молекули, «теорію елементарних рядів». Ініціював і разом із братом В. Данилевським у 1888 році організував видання першого спеціального журналу з питань фізіології — «Физиологический сборник».
Реферував в різноманітних виданнях досягнення біохімії.